# Fobos (satèl·lit)
|  | Per a altres significats, vegeu «Fobos». |

Fobos és el més gran i el més interior dels dos satèl·lits de Mart. Orbita a només 9 377 km del centre de Mart amb una òrbita pràcticament circular en 7,68 hores; el seu diàmetre mitjà és de 22,5 km i la seva massa val 10,66 × 1012 t. Fou descobert per l'astrònom estatunidenc Asaph Hall el 18 d'agost de 1877.

## Descobriment

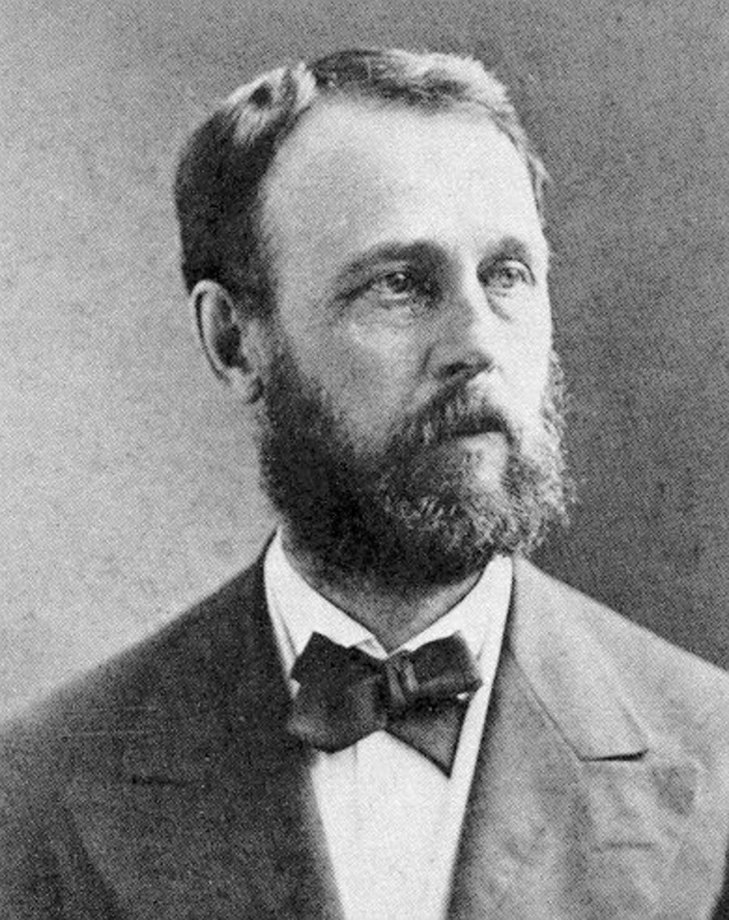
Asaph Hall.

A través de les veus dels astrònoms de l'illa voladora Laputa a Els viatges de Gulliver (1726), l'autor Jonathan Swift (1667-1745) anuncià que Mart tenia dos satèl·lits, donant distàncies plausibles i períodes orbitals, tot i que pot haver afegit aquests detalls per fer gala de la seva comprensió de les lleis de Kepler en lloc de qualsevol prova de la seva existència. Uns anys més tard, potser inspirat en Swift, el visitant extraterrestre del conte de Voltaire Micromégas també esmenta dues llunes de Mart. La lògica de l'època també suposava que com que els planetes interiors no tenien llunes, la Terra en tenia una, i Júpiter quatre, Mart n'havia de tenir dues.
El 1862, Asaph Hall III (1829-1907) començà a treballar com a astrònom assistent a l'Observatori Naval dels Estats Units (USNO) a Washington DC. Tot i que fou encarregat del telescopi refractor de 26 polzades «Gran Equatorial», el més gran del món durant gairebé una dècada, poc després de ser instal·lat, no dirigí la seva atenció a Mart fins a la primavera de 1877. Després d'una recerca en la literatura científica infructuosa, Hall decidí iniciar un treball de recerca exhaustiva de satèl·lits a principis d'agost. Inicialment, descartà alguns candidats llunyans, i després començà a buscar a prop, mantenint el planeta fora del camp de visió i girant l'ocular per passar completament al voltant de Mart.

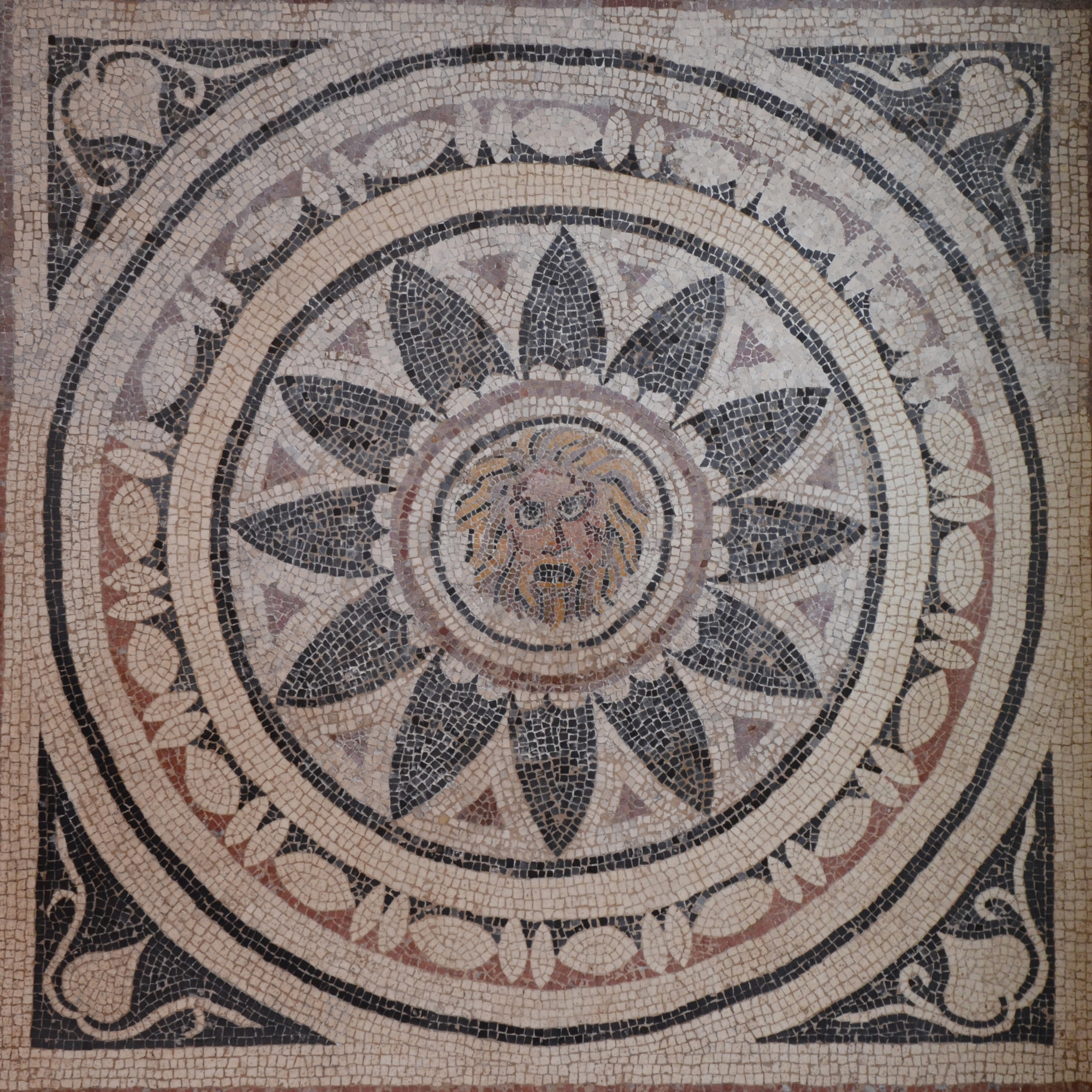
Mosaic del segle IV dC amb una màscara de Fobos dins d'un disseny de pètals radiants, d'Halicarnàs (Anatòlia), Museu Britànic.

El seu primer albirament de la lluna exterior fou l'11 d'agost de 1877. El temps dels següents dies li impedí fer més observacions, però el 17 d'agost pogué verificar el seu descobriment inicial del satèl·lit ara conegut com a Deimos. La nit següent, mentre esperava que aparegués Deimos, descobrir la lluna interior, Fobos. Les observacions d'aquella nit i la següent confirmaren el descobriment i el superintendent de l'USNO, l'almirall John Rogers, ho anuncià públicament el 18 d'agost. Hall rebé la medalla Arago de França, la medalla de la Royal Astronomical Society d'Anglaterra i la medalla de la Legió d'Honor francesa per aquest descobriment.
El nom «Fobos» prové de la mitologia grega. El nom Φόβος Fobos prové del mot del grec antic φόβος, phóbos, ‘pànic’. Aquest nom fou suggerit pel químic anglès Henry George Madan (1838-1901), que el tragué del cant XV de la Ilíada d'Homer (segle viii aC). Fobos i Deimos (el pànic i el terror) són els dos fills d'Ares i Afrodita i acompanyants del seu pare, el déu de la guerra. Ja que el nom romà d'Ares és Mart, és adequat que els seus dos satèl·lits portin els noms dels fills d'Ares.

## Característiques físiques

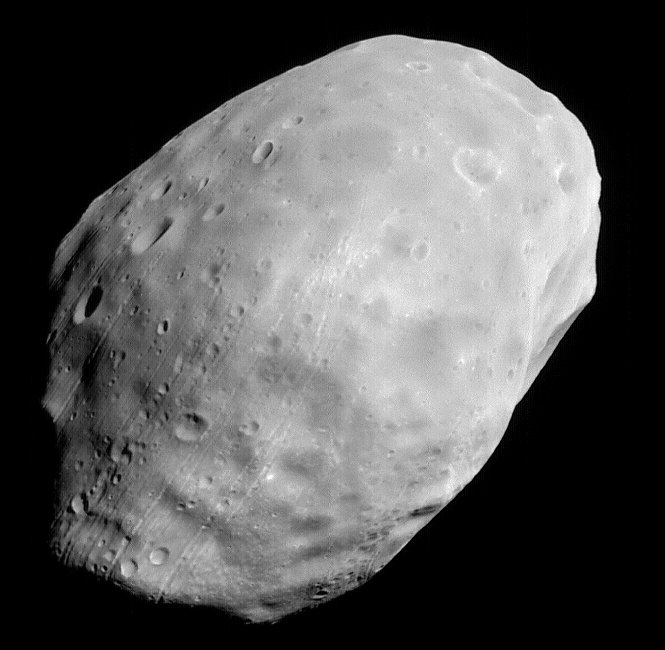
Fobos vist per la Mars Global Surveyor des de 9 670 km.

Com tots els astres de la seva mida, Fobos és massa petit per a tenir forma esfèrica i presenta una forma el·lipsoidal amb unes seves dimensions són 26,1x22,2x18,6 km3. Però, tot i això, és més gran que l'altre satèl·lit marcià, Deimos (15,6×12,0×10,2 km3).
Segons mesures de la seva densitat (1,876 g/cm³), Fobos és compost per una barreja de roca i gel. La roca és formada per material de condrita carbonatada, igual que els asteroides de tipus C. Imatges recents de la sonda Mars Global Surveyor indiquen que Fobos és cobert per una capa de regolita d'un metre de profunditat.

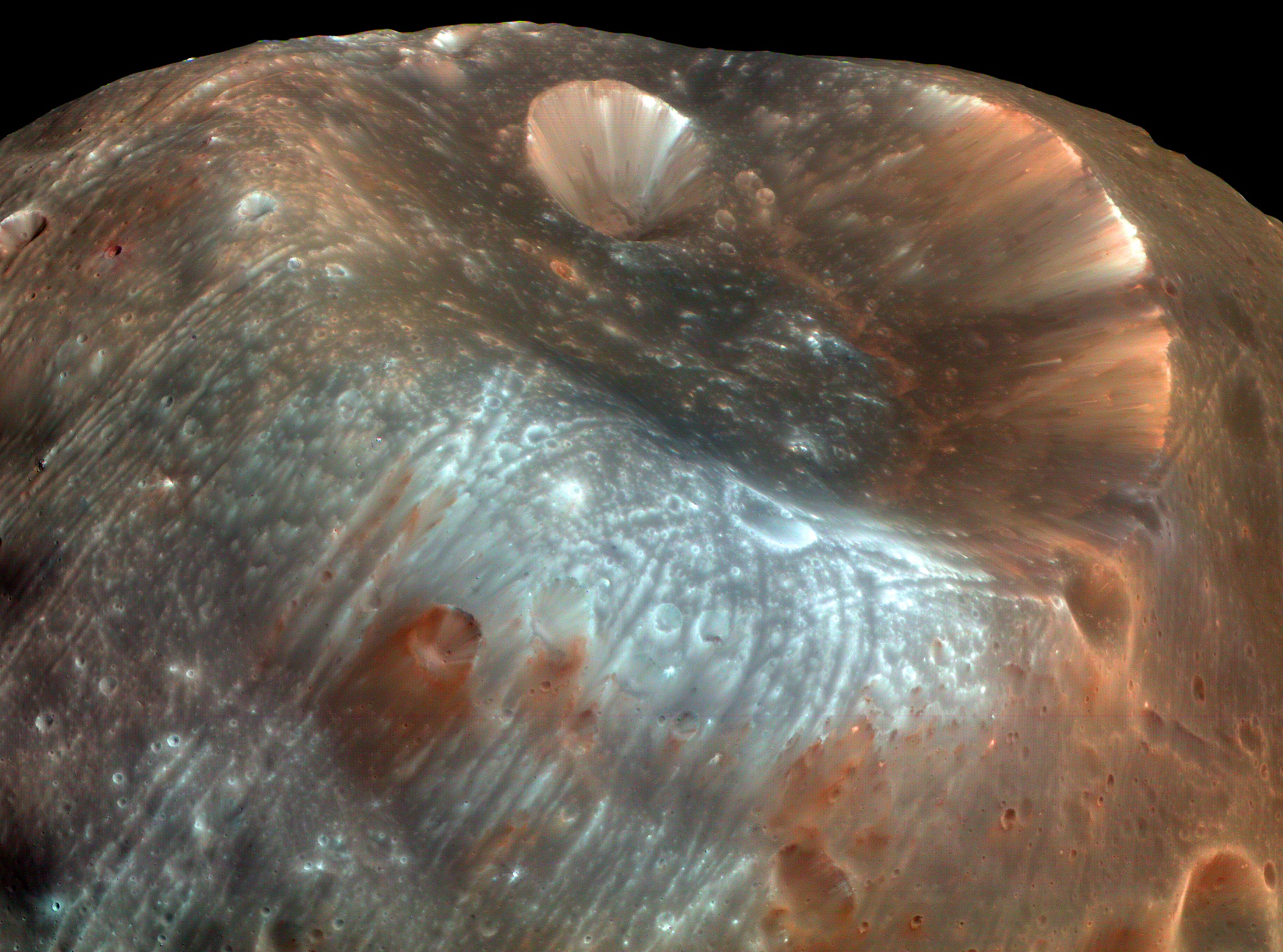
Cràter Stickney, fotografiat per la Mars Reconnaissance Orbiter.

Un dels problemes que Fobos i Deimos plantegen als astrònoms és el de l'origen d'eixos xicotets astres. Certes raons fan pensar que siguen asteroides capturats per la força de gravetat de Mart, probablement després que la gravetat de Júpiter en modifiqués l'òrbita. Però també hi ha raons per a pensar que siguen cossos formats al voltant del planeta alhora que aquest es formava. A més, Fobos presenta uns estrats que suggereixen que aquest satèl·lit natural siga un fragment separat d'un altre astre major.

### Cràters
La superfície de Fobos presenta nombrosos cràters, el més gros dels quals és el cràter Stickney. El cràter du el nom de Angeline Stickney (1830-1892), sufragista, matemàtica i dona d'Asaph Hall, el seu descobridor. Aquest cràter és tan gran, comparat amb la mida del satèl·lit, que l'impacte que el creà gairebé devia destruir-lo. També s'hi han observat solcs de 30 m profunditat, 150 m d'ample i 20 km de llarg que probablement foren produïts per aquest impacte.
El paper principal en la geologia superficial de Fobos pertany al cràter d'impacte amb la destrucció associada, l'expulsió de material del cràter i sovint de Fobos, i la posterior deposició en part amb residència temporal a l'espai gairebé marcià. La sacsejada per impactes i l'agitació de la superfície pels canvis de temperatura dia i nit fan que el material de la superfície granular es mogui cap avall al llarg del pendent impulsat per una gravetat superficial molt baixa, però, tanmateix, eficient.
La majoria dels cràters de Fobos tenen forma de bol, alguns amb una morfologia complexa als seus interiors, incloent-hi concèntrics, de fons pla i amb monticles centrals. La mida d'aquests cràters amb morfologia complexa és indicativa d'una capa en el material objectiu, tant la regolita que cobreix la roca base com les capes dins de la regolita. El gruix de la regolita estimat per diferents tècniques varia entre ~5 i 100 m.
Els cràters de Fobos s'han anomenat amb noms d'astrònoms o amb personatges de Els viatges de Gulliver de Jonathan Swift (1667-1745), recordant que en aquest llibre es diu per primera vegada que Mart té dos satèl·lits.
| SKYRESHFLIMNAPGRILDRIGRELDRESALCLUSTRILGULLIVERDRUNLOSTICKNEYLIMTOCKEPLER DORSUMLAPUTA REGIO?LAGADO PLANITIA?SHKLOVSKY?WENDELL?OPIK? | \| Cràter[9] \| Epònim[9] \| Coordenades[9] \| \| --------- \| --------------------------------- \| ------------------------------------ \| \| Clustril \| Personatge \| 60° N, 91° O / 60°N,91°O \| \| D'Arrest \| Heinrich L. d'Arrest, astrònom \| 39° S, 179° O / 39°S,179°O \| \| Drunlo \| Personatge \| 36° 30′ N, 92° 00′ O / 36.5°N,92.0°O \| \| Flimnap \| Personatge \| 60° N, 350° O / 60°N,350°O \| \| Grildrig \| Personatge \| 81° N, 195° O / 81°N,195°O \| \| Gulliver \| Personatge principal \| 62° N, 163° O / 62°N,163°O \| \| Hall \| Asaph Hall, astrònom \| 80° S, 210° O / 80°S,210°O \| \| Limtoc \| Personatge \| 11° S, 54° O / 11°S,54°O \| \| Öpik \| Ernst J. Öpik, astrònom \| 7° S, 297° O / 7°S,297°O \| \| Reldresal \| Personatge \| 41° N, 39° O / 41°N,39°O \| \| Roche \| Édouard Roche, astrònom \| 53° N, 183° O / 53°N,183°O \| \| Sharpless \| Bevan Sharpless, astrònom \| 27° 30′ S, 154° 00′ O / 27.5°S,154°O \| \| Shklovsky \| Iosif Shklovsky, astrònom \| 24° N, 248° O / 24°N,248°O \| \| Skyresh \| Personatge \| 52° 30′ N, 320° 00′ O / 52.5°N,320°O \| \| Stickney \| Angeline Stickney, esposa de Hall \| 1° N, 49° O / 1°N,49°O \| \| Todd \| David Peck Todd, astrònom \| 9° S, 153° O / 9°S,153°O \| \| Wendell \| Oliver Wendell, astrònom \| 1° S, 132° O / 1°S,132°O \| |                                      |
| Cràter | Epònim | Coordenades                          |
| Clustril | Personatge | 60° N, 91° O / 60°N,91°O             |
| D'Arrest | Heinrich L. d'Arrest, astrònom | 39° S, 179° O / 39°S,179°O           |
| Drunlo | Personatge | 36° 30′ N, 92° 00′ O / 36.5°N,92.0°O |
| Flimnap | Personatge | 60° N, 350° O / 60°N,350°O           |
| Grildrig | Personatge | 81° N, 195° O / 81°N,195°O           |
| Gulliver | Personatge principal | 62° N, 163° O / 62°N,163°O           |
| Hall | Asaph Hall, astrònom | 80° S, 210° O / 80°S,210°O           |
| Limtoc | Personatge | 11° S, 54° O / 11°S,54°O             |
| Öpik | Ernst J. Öpik, astrònom | 7° S, 297° O / 7°S,297°O             |
| Reldresal | Personatge | 41° N, 39° O / 41°N,39°O             |
| Roche | Édouard Roche, astrònom | 53° N, 183° O / 53°N,183°O           |
| Sharpless | Bevan Sharpless, astrònom | 27° 30′ S, 154° 00′ O / 27.5°S,154°O |
| Shklovsky | Iosif Shklovsky, astrònom | 24° N, 248° O / 24°N,248°O           |
| Skyresh | Personatge | 52° 30′ N, 320° 00′ O / 52.5°N,320°O |
| Stickney | Angeline Stickney, esposa de Hall | 1° N, 49° O / 1°N,49°O               |
| Todd | David Peck Todd, astrònom | 9° S, 153° O / 9°S,153°O             |
| Wendell | Oliver Wendell, astrònom | 1° S, 132° O / 1°S,132°O             |

### Solcs

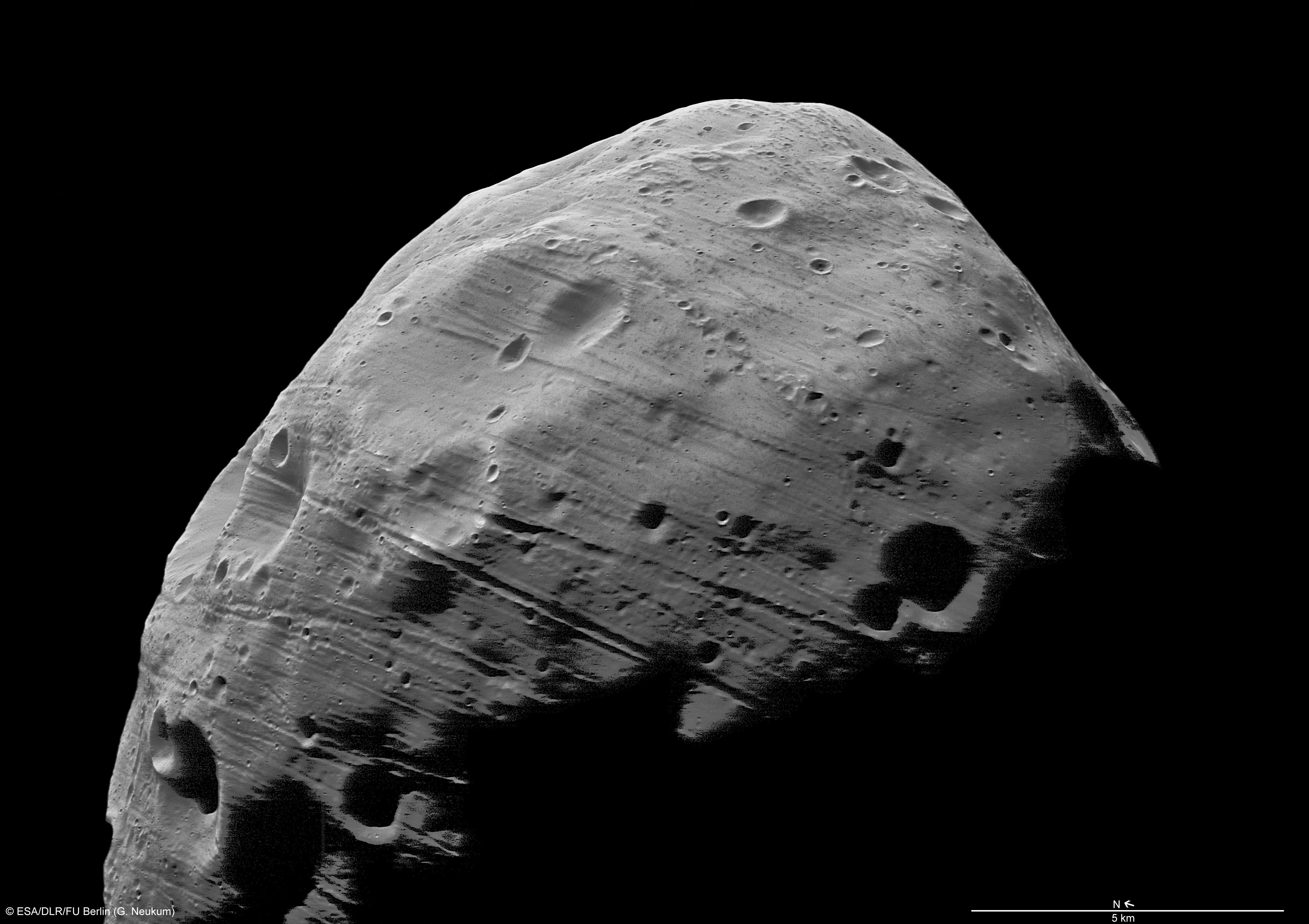
Fotografia de la superfície de Fobos captada per la Mars Express i on s'observen clarament els solcs.

Són característics de la superfície de Fobos uns solcs que solen tenir entre 100 i 200 m d'amplada i diversos quilòmetres de llargària i es poden cartografiar en diversos sistemes d'intersecció (famílies) amb aproximadament les mateixes orientacions de solcs dins de cada família. Sovint s'entrecreuen cràters relativament grans, incloses les vores dels cràters, mostrant continuïtat sense buits. Els sistemes de solcs sovint es tallen entre si sense mostrar desplaçaments laterals a les interseccions. Almenys una de les famílies de solcs s'estén al llarg d'una longitud d'uns 130° i això hauria de tenir implicacions per als mecanismes de formació de solcs. Solcs similars als de Fobos s'han observat en altres cossos petits: Eros, Lutècia i Vesta. S'han proposat tres mecanismes diferents de formació d'aquests solcs: (1) solcs com a fractures/falles, (2) solcs com a pistes de rodolins i rebots i (3) solcs com a cadenes de cràters formats per expulsions dels cràters d'impacte a Mart.

## Característiques orbitals

Òrbites de Fobos, Deimos i les sondes Mars Odyssey (MO), Mars Reconnaissance Orbiter (MRO) i Mars Express.

Fobos orbita a tan sols 6 100 km d'altitud sobre la superfície marciana. Malgrat trobar-se tan proper al planeta, només és visible en el cel marcià com un punt molt brillant a causa de les seves reduïdes dimensions. El seu diàmetre és major i la seva òrbita és més baixa que la de Deimos, per la qual cosa és el més brillant dels dos satèl·lits.
Fobos fa una volta entorn de Mart en 7 h 39 min 14 s en una òrbita quasi circular (excentricitat e = 0,0151). El seu període de rotació dura exactament el mateix, d'això se'n diu rotació síncrona. En ser la seva revolució molt més ràpida que la rotació del planeta sobre si mateix (de 24 h i 42 min), el satèl·lit pareix com si descrigués un moviment retrògrad: se'l veu a l'alba per l'oest i es pon per l'est. Una altra particularitat és que, en gravitar en el pla equatorial del planeta (la diferència és de tan sols un grau entre el pla de l'equador i el pla de l'òrbita) i tan prop de la superfície d'aquest, és invisible des de les regions polars: Fobos no es veu des de latituds de més de 69°. Des de la superfície del planeta s'observa com Fobos eclipsa parcialment el Sol. S'ha vist que Fobos patix una acceleració secular que l'acosta lentament a la superfície del planeta, tan lentament (un metre cada segle) que poden transcórrer 100 milions d'anys abans que es produïsca la seva caiguda. Eixa acceleració és causada per les interaccions de marea.

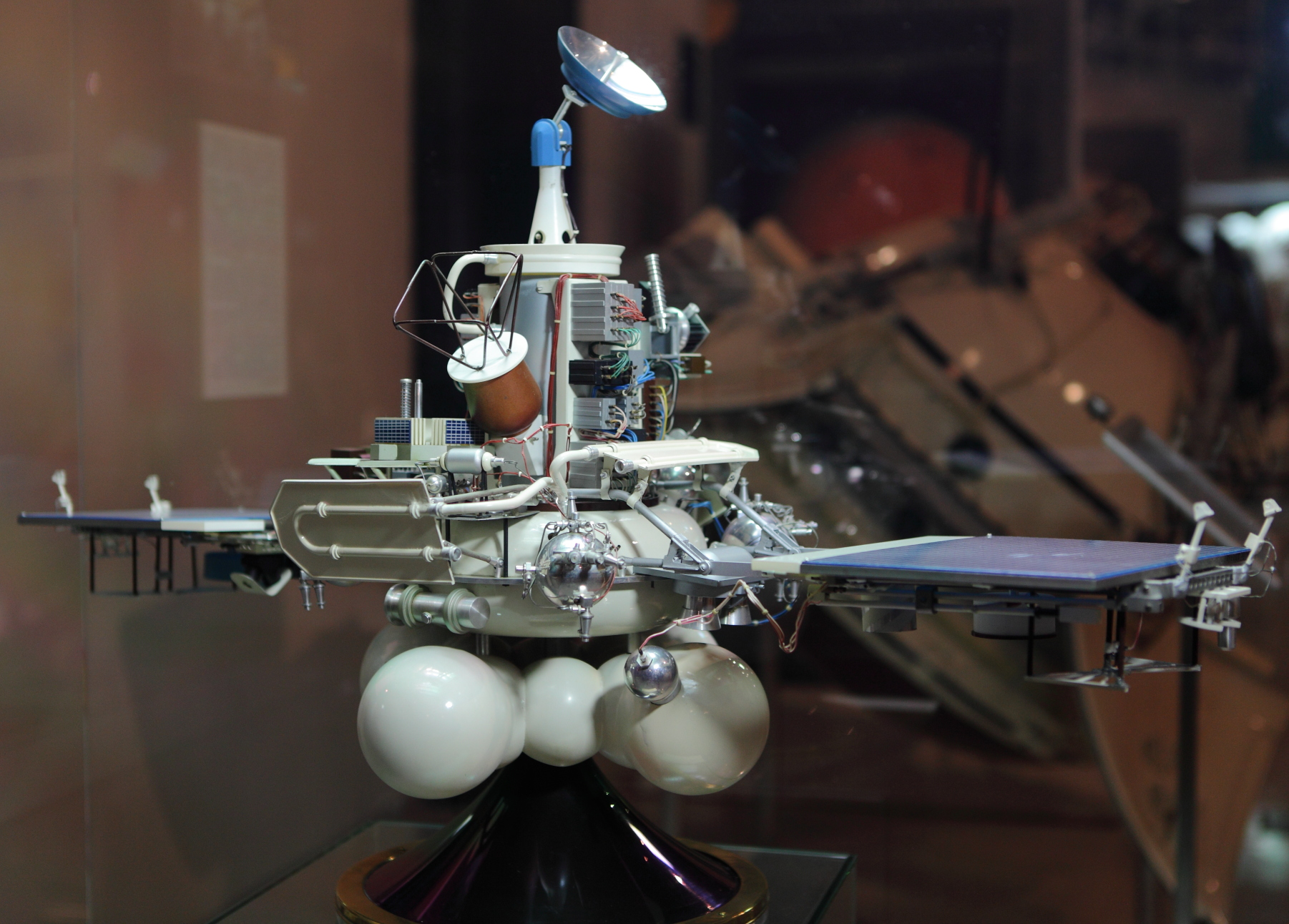
Model de la sonda soviètica Фобос 2.

## Exploració
La primera sonda espacial que fotografià Fobos fou la Mariner 7 el 1969 des de la llunyania. Els anys setanta del segle xx també fotografiaren Fobos la Mariner 9 (1971), la Mars 5 (1973) i les dues sondes Voyager (1975), totes de la NASA. La sonda Fobos 2 (en rus Фобос 2) de la Unió Soviètica el 1988 realitzà les primeres observacions específiques del satèl·lit. El 1996 dugueren a terme observacions les sondes Mars Pathfinder i Mars Global Surveyor de la NASA. Ja dins el segle xxi han portat a cap observacions les missions Mars Express (2003) de l'Agència Espacial Europea (ESA), Mars Exploration Rovers (2003) i la Mars Reconnaissance Orbiter (2005) de la NASA.